# Kuchyňská linka
Kuchyňská linka, sestavená do jednoho celku, jak jí známe v dnešní podobě, začala vznikat přibližně ve 20. letech 20. století. Do té doby byly kuchyně vybavovány samostatnými skříněmi, policemi a stoly, tedy solitéry. Patřily k nim: kredenc, příborník, spížka, kamna či sporák, mycí stůl se dvěma kotly a výlevka. Kuchyně měla tehdy poměrně malé úložné a skladovací prostory. 
V roce 1898 se objevily příborníky a kuchyňské skříně firmy Hoosiers, nazvané podle amerického výrobce z Indiany. Jejich řešení upřednostnilo praktičnost a funkčnost, byly prezentovány jako: "Kuchyňský nábytek, který ušetří kilometry kroků". Poselství této reklamy bylo jasné, zdůraznit hospodyňkám především úspory času při použití praktických skříní Hoosiers. V té době bylo totiž běžné, že příprava jídla a mytí nádobí byly fyzicky velmi náročné a hospodyňky strávily chůzí velké množství času. Tehdejší vybavení kuchyní bylo navíc těžkopádné, obtížné na čištění a náchylné k hnilobě. Kabinet Hoosier v sobě kombinoval úložné prostory i pracovní desku takovým způsobem, že vše bylo snadno dostupné.
Myšlenka variabilních skříněk se objevila okolo roku 1930. Ve Spojených státech na to měla velký vliv zvyšující se poptávka po zařízení kuchyní plynoucí z postupného sociálního vývoje. Stavba menších domů na předměstích s opouštění systému služebnictva, bylo jednou z příčin, že ženy ze střední a vyšší střední třídy se začínají více věnovat vaření. 
Protože úspora času v kuchyni a praktičnost použití se stávaly prioritou, postupně se systémem účelného sestavení nábytku a spotřebičů v kuchyni začaly zabývat jednotlivci, mezi jinými Christine Frederick, která se jako jedna z prvních žen věnovala ergonomii kuchyně postavené na základě studií pohybu po místnosti. Následně se výzkumem ideálního pracovního a úložného prostoru zabývají architekti i výrobci. 
V Evropě byla poptávka po úsporném a praktickém vybavení kuchyní daleko větší než v Americe. Standardem se v Evropě velmi rychle staly kuchyně navržené rakouskou architektkou Margarete Schütte-Lihotzky. Její kuchyně vynikaly promyšleností, praktičností a využitím každého, i toho nejmenšího prostoru k uložení kuchyňských potřeb a nádobí. Jejím nejslavnějším dílem je tzv. frankfurtská kuchyně.

## Materiály používané k výrobě
Materiálem používaným k výrobě kuchyňského nábytku bylo původně dřevo, nejlépe bukové či dubové. Od počátku 20. století se kredence zhotovovaly z lakovaného měkkého dřeva v kombinaci s překližkou. S nástupem masívní průmyslové výroby se začala používat tzv. laťovka. 
V sedmdesátých letech 20. století se stala oblíbenou kovová kuchyňská linka. Plechové díly se snadno sestavovaly a měly povrch dvířek proveden ve smaltu, což zaručilo nejen barevnou variabilitu (móda pastelových barev), ale i jejich snadnou omyvatelnost. Nevýhodou bylo rezivění spodních dílů skříněk, vystavených výparům z vaření a mokrému provozu. Přesto se v modernizované podobě užívají dosud, například v modifikaci pro zdravotnická zařízení.
V současnosti je nejběžnějším materiálem použitým na výrobu kuchyňských linek laminovaná dřevotřísková deska DTD v kombinaci s MDF deskami. Nepřeberné množství stále nových dezénů a barev nabízí bytovému architektu na výběr tisíce variant provedení. Pracovní desky se vyrábějí převážně z laminované DTD desky se zaoblenou MDF hranou. S postupem nových technologií začala být dostupná technologie výroby pracovních desek z umělého kamene. Jedná se o materiály založené na kompozitní směsi přírodního kameniva a syntetické (umělé) pryskyřice, mezi které patří směs přírodního kameniva a methylmetakrylátové pryskyřice nebo směs přírodního kameniva a polyesterové pryskyřice. Novým přírodním materiálem pro výrobu pracovních desek je ušlechtilý beton.
Volba materiálů kuchyňské linky částečně vychází ze zvoleného stylu kuchyně. Zatímco tzv. moderní kuchyně využívá u kuchyňské linky minimalistický design, který zahrnuje materiály jako sklo, kov a laminát, u kuchyně tradiční se využívají přírodní materiály jako dřevo, kámen a mramor.